# Dammscharte

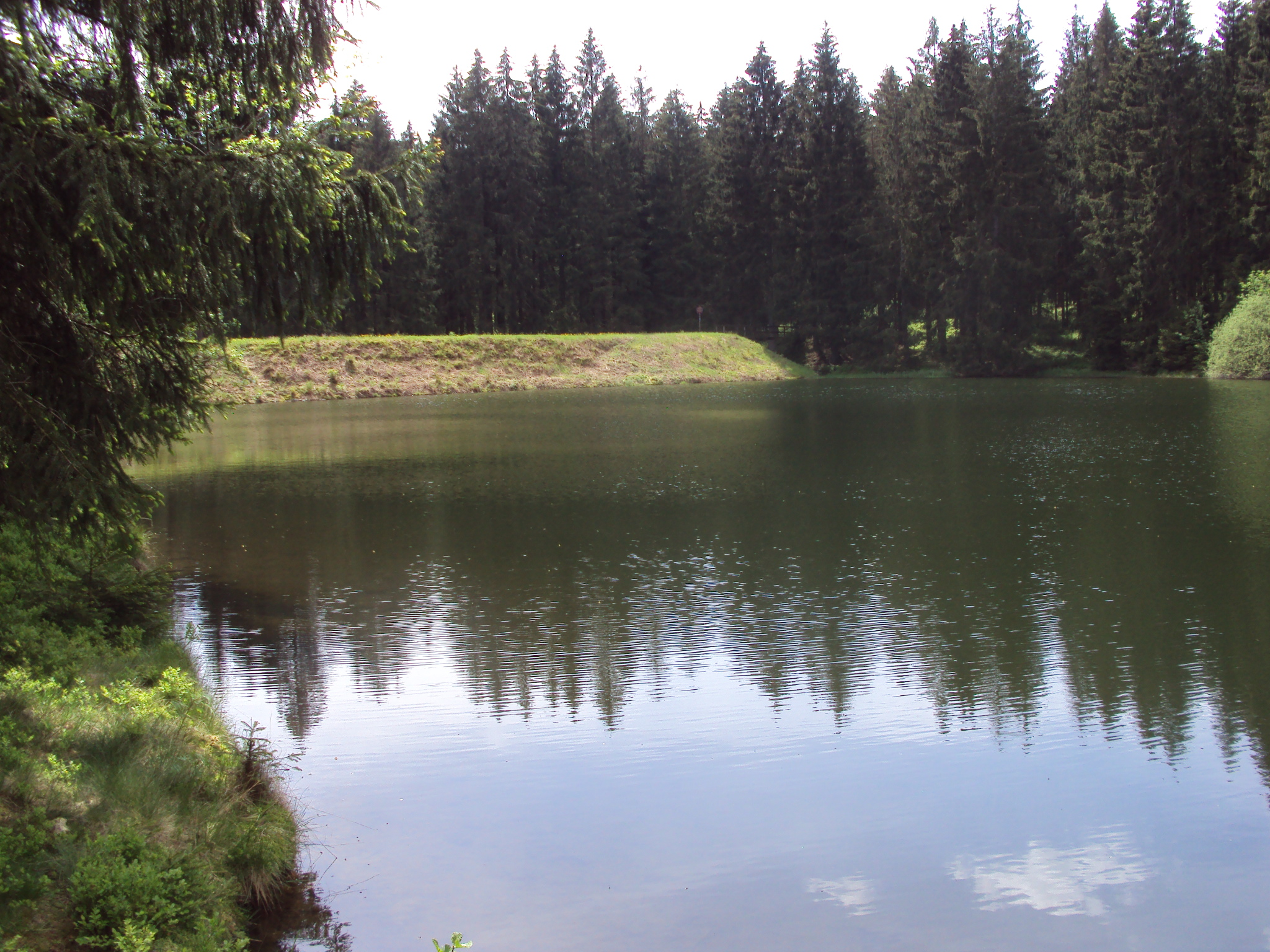
Dammscharte Mittlerer Einersberger Teich

Eine Dammscharte dient der Hochwasserentlastung kleiner, ungesteuerter Stauanlagen, Vorsperren und Regenrückhaltebecken. Sie ist geprägt durch einen abgesenkten Teilbereich in der Krone des  Staudamms, der bei steigendem Wasserstand im Speicher an dieser Stelle überströmt werden kann. Zum Schutz vor Beschädigung muss dieser Dammbereich entsprechend gestaltet und befestigt sein. Gegenüber massiven Betonbauwerken als Hochwasserentlastung können Dammscharten kostengünstiger hergestellt und verträglicher in der Landschaft eingebunden werden. Für große Staudämme mit hohen Entlastungsmengen ist ein solches Bauwerk wegen Erosionsgefahr ungeeignet.

## Gestaltung
Die Lage und Gestaltung einer Dammscharte richtet sich nach der Geländeform und der Geometrie des Damms. In der Regel wird der überströmbare Bereich flacher als der restlichen Dammbereich ausgebildet und besitzt an der Luftseite eine geringere Böschungsneigung als der übrige Damm. Dadurch werden die Fließgeschwindigkeiten beim Überströmen begrenzt und damit die Gefahr von Erosion reduziert. Die Anordnung einer Dammscharte in Dammmitte ist nur bei geringen Dammhöhen sinnvoll und wird aus bautechnischer Sicht vorteilhafter an der Dammschulter platziert. Es ist darauf zu achten, dass keine Störung bei der Anströmung der Dammscharte auftreten kann, um den Überströmbereich gleichmäßig zu beaufschlagen.
Zur Sohlensicherung der Dammscharte stehen verschiedene Deckwerke und Materialien zur Verfügung. Traditionell sind dies Deckwerke in Lockerbauweise, die relativ einfach herzustellen sind und sich begrünen lassen. Bruchsteine, die in einer Lage kraftschlüssig untereinander versetzt sind, bieten den Vorteil der Anpassung an die Setzungen des Untergrundes. Alternativ bieten auch Steinschüttungen mit entsprechender Kornverteilung und Schüttstärke einen Schutz. Aufgebaut auf einer Filterschicht wird die Schüttung durchströmt und dabei zu einem tragenden Korngerüst umgelagert. Jedoch können sich bei zu hohem Durchfluss Erosionsrinnen ausbilden. Neuere Bauweisen nutzen zusammenhängende Deckwerke wie Geogittermatratzen, Mastix-Schotter-Deckwerke oder verbundene Rasengittersteine. Für steilere Böschungen kommen formstabile geotextile Schalungsmatten in Frage, die mit fließfähigem Beton gefüllt werden. Damit entsteht eine Betonschicht mit konstanter Stärke und fester Oberfläche, die mit eingewebten Filterflächen die Möglichkeit der Begrünung bietet.
Bei einem Dammaufbau aus bindigem Baustoff bietet das Einmischen von Baukalk und Zement wie im Straßenbau die Möglichkeit der Bodenverfestigung, die keine direkte Oberflächensicherung darstellt. Jedoch ist der Untergrund ohne weitere Schutzmaßnahmen in der Lage im Überströmungsfall die auftretende hydrodynamische Belastung schadlos aufzunehmen.

## Weiteres
An Deichen können abgesenkte Bereiche zum gezielten Überlauf bei Hochwasser genutzt werden, um über eine solche Zulaufscharte einen Polder zu fluten. Ggf. Kann mit einer Ablaufscharte die Entleerung des Polders erfolgen. Jedoch wird nicht von einer Deichscharte gesprochen, da Deichschart eine Öffnung im Deich für Verkehrswege ist.

## Trivia
Scharte steht im Regelfall für eine Kerbe oder Einkerbung. Bei landwirtschaftlichen Werkzeugen wie Sensen und Sicheln oder bei Hieb- und Stichwaffen entstehen Scharten durch Gebrauch und Aufschlagen auf Metall oder Stein. Diese können mit Hilfe eines Wetzsteins ausgeglichen werden. Daher stammt das Sprichwort: „eine Scharte auswetzen“, die im übertragenden Sinn für die Wiedergutmachung eines Fehlers oder Misserfolgs steht.